# Point de bulle

Diagramme binaire liquide-vapeur : courbe de bulle et courbe de rosée.

En thermodynamique, le point de bulle d'un liquide composé d'au moins deux composants correspond aux conditions de pression et de température dans lesquelles les premières bulles de gaz apparaissent,,.
Pour les substances pures, le point de bulle et le point de rosée coïncident et sont appelés point d'ébullition. À cette température, la pression correspond à la pression de vapeur saturante.
Étant donné que la vapeur aura probablement une composition différente de celle du liquide, le point de bulle (ainsi que le point de rosée) à différentes compositions sont des données utiles lors de la conception de systèmes de distillation.

## Calcul
Au point de bulle, la relation suivante est valable :
{\displaystyle \sum _{i=1}^{N_{c}}y_{i}=\sum _{i=1}^{N_{c}}K_{i}x_{i}=1}
où
{\displaystyle K_{i}\equiv {\frac {y_{ie}}{x_{ie}}}}.
K est le coefficient de distribution ou facteur K, défini comme le rapport de la fraction molaire dans la phase vapeur {\displaystyle {\big (}y_{ie}{\big )}} à la fraction molaire dans la phase liquide {\displaystyle {\big (}x_{ie}{\big )}} à l'équilibre.
Lorsque la loi de Raoult et la loi de Dalton s'appliquent au mélange, le facteur K est défini comme le rapport de la pression de vapeur sur la pression totale du système  :
{\displaystyle K_{i}={\frac {P'_{i}}{P}}}
Compte tenu de {\displaystyle x_{i}} ou {\displaystyle y_{i}} et de la température ou de la pression d'un système à deux composants, des calculs peuvent être effectués pour déterminer les informations inconnues.